# Ловцевичі
Ловцевичі (біл. вёска Лаўцэвічы) — село в складі Вілейського району Мінської області, Білорусь. Село підпорядковане Хотеньчицькій сільській раді, розташоване в північній частині області.

## Історія
У 1921–1945 роках село знаходилось у Польщі, у Вільнюській губернії, Вілейського повіту, гміні Хотеньчиці.
У міжвоєнний період тут розташовувалася сторожова вежа Корпусу Охорони Кордону «Łowcewicze».

## Населення
- 1921 рік - 179 люди, 33 будинки[1].
- 1931 рік - 209 люди, 40 будинки[2].